# ディック・ラジェスキー
ディック・ラジェスキー (Richard "Dick" Edward Lajeskie ：リチャード・"ディック"・エドワード・ラジェスキー、1926年1月8日 - 1976年8月15日) は、アメリカ合衆国・ニュージャージー州出身の元プロ野球選手 (MLB) である。1946年の1シーズンだけ、長い歴史を誇る球団のニューヨーク・ジャイアンツ (現在はサンフランシスコ) に在籍した。

## 経歴
生まれ故郷にあるパセーイク高校、次いでフェアレー・ディキンソン大学 (メトロポリタン・キャンパス) を経てプロ入り。何年にプロ入りしたのかは不明である。
メジャーデビューを飾ったのは、1946年9月10日の対ピッツバーグ・パイレーツ戦であり、同試合には「8番・セカンド」でスタメン出場した。4回打席に入り、ヒットは放てなかったが四球を1つ選んだ。その後、結果的にラジェスキーにとってメジャー最終戦となる試合はすぐにやってきた。メジャーデビューから12日後の9月22日、対フィラデルフィア・フィリーズ戦に同じく「8番・セカンド」でスタメン出場したのを最後に、メジャーの舞台から姿を消した。6試合に出場して打率.200を記録、また守備面では、6試合中4試合でセカンドを守り、1失策・守備率.964という成績だった。
1976年8月15日にニュージャージー州の街・ラムジーで没し、同州・マーワーにあるマリーレスト・セメトリー (英：Maryrest Cemetery) に埋葬された。

## 詳細情報

### 背番号
ニューヨーク・ジャイアンツ
- 21 (1946)

### 年度別打撃成績 (MLB)
| 年 度     | 球 団     | 試 合 | 打 席 | 打 数 | 得 点 | 安 打 | 二 塁 打 | 三 塁 打 | 本 塁 打 | 塁 打 | 打 点 | 盗 塁 | 盗 塁 死 | 犠 打 | 犠 飛 | 四 球 | 敬 遠 | 死 球 | 三 振 | 併 殺 打 | 打 率 | 出 塁 率 | 長 打 率 | O P S |
| --------- | --------- | ----- | ----- | ----- | ----- | ----- | -------- | -------- | -------- | ----- | ----- | ----- | -------- | ----- | ----- | ----- | ----- | ----- | ----- | -------- | ----- | -------- | -------- | ----- |
| 1946      | NYG       | 6     | 14    | 10    | 3     | 2     | 0        | 0        | 0        | 2     | 0     | 0     | -        | 0     | -     | 3     | -     | 1     | 2     | 0        | .200  | .429     | .200     | .629  |
| 通算：1年 | 通算：1年 | 6     | 14    | 10    | 3     | 2     | 0        | 0        | 0        | 2     | 0     | 0     | -        | 0     | -     | 3     | -     | 1     | 2     | 0        | .200  | .429     | .200     | .629  |

- 「-」は記録なし。